# ルナグ・リ
ルナグ・リは、ヒマラヤ山脈・ロワルリン・ヒマルにある標高6,895メートルの山である。
ネパールと中華人民共和国の国境にあるヒマラヤ山脈の主稜線上にあり、チョー・オユー（8,188メートル）の西11.7キロメートルに位置している。南東のチョモ・リンジャン（6,778メートル）とともに1つの山塊を形成している。東側にはナンパ氷河があり、北側の斜面からシャロン氷河が伸びている。

## 登頂史
ルナグ・リは、2018年10月25日にオーストリア人登山家のダーフィット・ラマによって初登頂された。ラマは単独登山だった。ラマは以前に、アメリカ人登山家のコンラッド・アンカーとともに、2015年11月と2016年秋の2回挑戦し、失敗していた。2回目の挑戦の際にアンカーは心臓発作を起こした。その後、ラマは1度単独で挑戦したが、標高6,700メートル地点で撤退していた。